# 西大工町 (徳島市)
西大工町（にしだいくまち）は、徳島県徳島市の町名。新町地区に属している。西大工町一丁目から西大工町五丁目まで存在する。郵便番号は〒770-0903。
- 人口：205人（2010年11月。徳島市の調査より）
- 世帯数：92世帯（同上）

## 地理

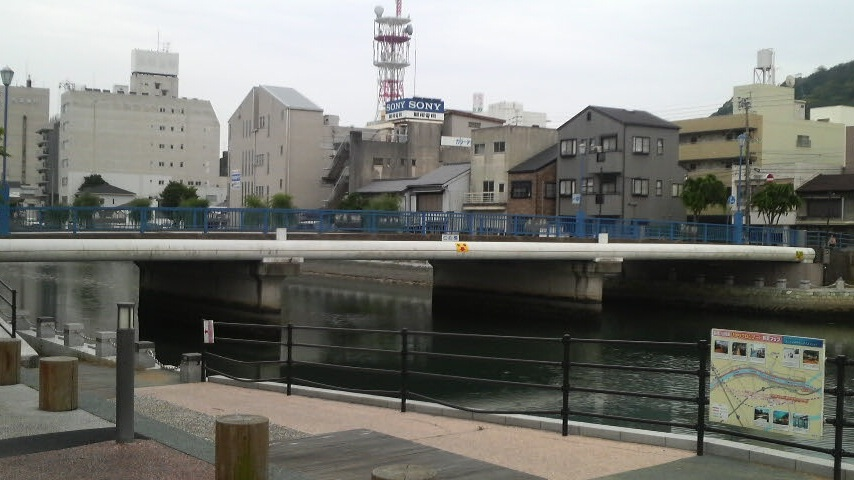
新町橋に架かる仁心橋

徳島市の北東部、市街地の南西に位置。東は西新町一丁目から五丁目、西は寺町に挟まれる。

### 河川
- 新町川

## 歴史
元は徳島市西新町・大工町・寺町の各一部。新町橋筋以西、佐古橋に達する町筋。阿波志によれば江戸時代には大工町の第一坊であった。昭和50年に南新町西の1丁目の一部を編入。

## 施設

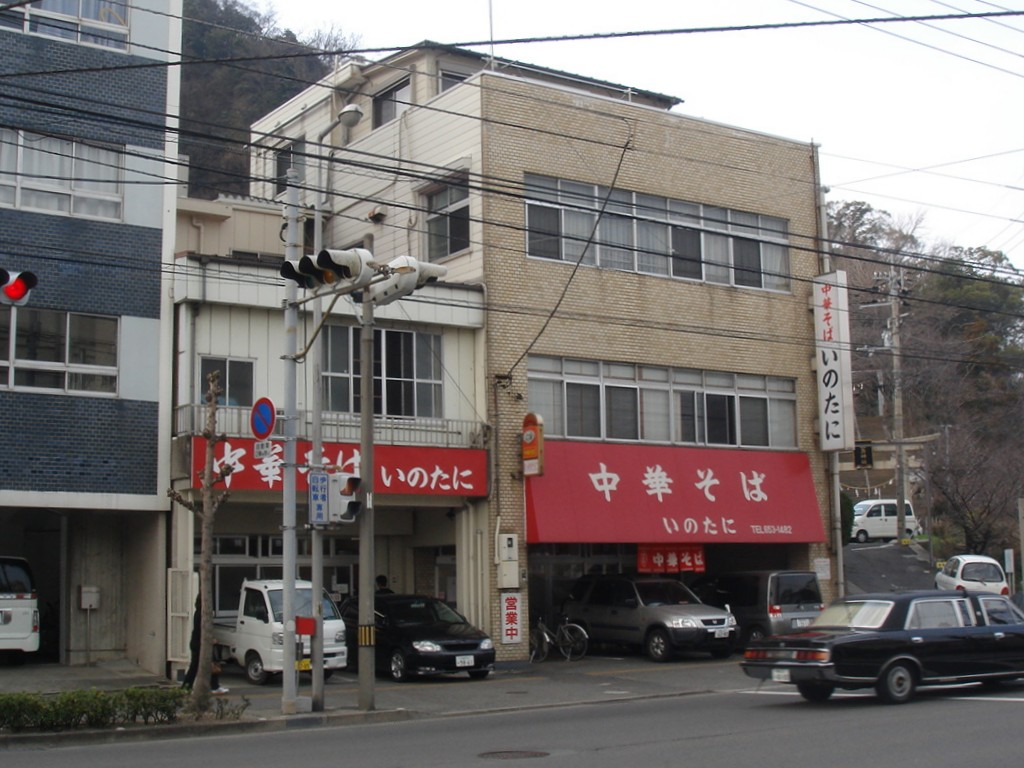
いのたに

### 社寺
- 三島神社
- 円徳寺

### 企業
- トップワン

### その他
- いのたに（徳島ラーメン専門店）

## 交通

### 道路
一般国道
- 国道439号

### 路線バス
徳島バス・徳島市営バス
- 西大工町二丁目
- 西大工町三丁目